# Makoto Sasamoto
Makoto Sasamoto –en japonés: 笹本睦, Sasamoto Makoto– (Sagamihara, 21 de octubre de 1977) es un deportista japonés que compitió en lucha grecorromana. Ganó una medalla de plata en el Campeonato Mundial de Lucha de 2007 y una medalla de bronce en el Campeonato Asiático de Lucha de 2005.
En los Juegos Asiáticos consiguió dos medallas, oro en Doha 2006 y bronce en Busán 2002, ambas en la categoría de 60 kg. Participó en tres Juegos Olímpicos de Verano, ocupando el octavo lugar en Sídney 2000, el quinto en Atenas 2004 y el décimo en Pekín 2008.

## Palmarés internacional
| Campeonato Mundial  | Campeonato Mundial    | Campeonato Mundial | Campeonato Mundial |
| Año                 | Lugar                 | Medalla            | Categoría          |
| ------------------- | --------------------- | ------------------ | ------------------ |
| 2007                | Bakú (Azerbaiyán)     | Medalla de plata   | 60 kg              |
| Juegos Asiáticos    |                       |                    |                    |
| Año                 | Lugar                 | Medalla            | Categoría          |
| 2002                | Busán (Corea del Sur) | Medalla de bronce  | 60 kg              |
| 2006                | Doha (Catar)          | Medalla de oro     | 60 kg              |
| Campeonato Asiático |                       |                    |                    |
| Año                 | Lugar                 | Medalla            | Categoría          |
| 2005                | Wuhan (China)         | Medalla de bronce  | 60 kg              |